# Doryodes distincta
Doryodes distincta là một loài bướm đêm trong họ Erebidae.